# Монумент дітям-героям
19°25′17″ пн. ш. 99°10′45″ зх. д. / 19.421522222222° пн. ш. 99.179255555556° зх. д.
Монумент дітям-героям (також Вівтар Батьківщині, ісп. Altar a la Patria) — монумент, встановлений у парку Чапультепек у Мехіко (Мексика) в пам'ять про шістьох учнів військового коледжу, які загинули під час Американо-мексиканської війни 1846—1848 років.
Пам'ятник зведений протягом 1947—1952 років. Він являє собою шість колон-смолоскипів. Скульптор — Ернесто Тамаріс, архітектор — Енріке Арагон Ечегерай.